# Parafia św. Małgorzaty w Błennie
Parafia Świętej Małgorzaty w Błennie – parafia rzymskokatolicka, znajdująca się w diecezji włocławskiej, w dekanacie izbickim. 

## Duszpasterze
- proboszcz: ks. kan. Waldemar Pasierowski (od 1995) - wicedziekan dekanatu izbickiego

## Kościoły
- kościół parafialny: Kościół św. Małgorzaty i Michała Archanioła w Błennej